# صموئيل ألبرت وايت
صموئيل ألبرت وايت (بالإنجليزية: Samuel Albert White)‏ هو عالم طيور جنوب أفريقي، ولد في 20 ديسمبر 1870، وتوفي في 19 يناير 1954.